# Ballistix
Ballistix es un videojuego desarrollado por Martin Edmondson para las plataformas Amiga y Atari ST, y publicado por Psyclapse en 1989. Ese mismo año fue adaptado a varios otros computadoras domésticas, y en 1991 se lanzó una versión para la consola PC Engine/TurboGrafx-16. El juego presenta un deporte ficticio y futurista en el que el jugador debe dirigir un disco hacia una portería disparándole pequeñas esferas para moverlo.

## Jugabilidad
La jugabilidad de Ballistix se basa en un deporte futurista único que ha sido comparado con el pinball, el juego de mesa Crossfire y el tradicional shove ha'penny. El jugador controla un cursor que dispara una ráfaga de pequeñas esferas para empujar un disco a lo largo de una cancha con el objetivo de marcar un gol. En el modo para dos jugadores, el avance es obstaculizado por un oponente que intenta anotar en la portería contraria. En el modo para un jugador, la dificultad proviene de una especie de fuerza gravitatoria que actúa como contrincante.
El juego comienza con una cancha sencilla, pero la dificultad aumenta progresivamente con la incorporación de obstáculos, laberintos simples y objetos de bonificación. En total hay 130 canchas (64 en la versión para C64 y 30 en BBC/Electron). Una cancha se completa cuando uno de los jugadores anota tres goles. Si la computadora gana en el modo para un jugador, se considera fin del juego, aunque se puede reiniciar desde la misma cancha. Los goles otorgan distintos puntajes según la distancia desde la que se marquen.
La vista del juego es cenital y muestra solo una pequeña sección del campo, la cual se desplaza siguiendo el movimiento del disco.

## Desarrollo y lanzamiento
El juego fue desarrollado por Martin Edmondson para las plataformas Amiga y Atari ST. Fue adaptado a MS-DOS  y Commodore 64, y estas cuatro versiones fueron publicadas en 1989 por el subsello Psyclapse de Psygnosis. Ese mismo año, Peter Scott realizó las conversiones para BBC Micro  y Acorn Electron , las cuales fueron lanzadas por Superior Software. En 1991, se publicó una versión para la consola TurboGrafx-16 (distribuida por Psygnosis en Estados Unidos) y para PC Engine (publicada por Coconuts Japan en Japón). La imagen de portada, diseñada por Melvyn Grant, fue utilizada originalmente para la novela The Steel Tsar de 1981, y también apareció en la reedición de 1984 del álbum Rocka Rolla de Judas Priest.

## Recepción
Computer Gaming World señaló que “muchos de los niveles no parecían particularmente creativos”, pero aun así recomendó el juego por la calidad de sus gráficos y sonido, así como por la variedad de opciones disponibles. Roland Waddilove, en Electron User, otorgó al juego una puntuación de 9/10, concluyendo que "Ballistix es original, divertido y muy adictivo". Mark Heley, en CU Amiga, afirmó que el juego “mantiene el excelente estándar habitual de los lanzamientos de Psygnosis”, y le dio una puntuación del 76%. La revista Zzap!64 elogió los gráficos por ser “atractivos, nítidos y de movimiento muy rápido”, y calificó el modo para dos jugadores como “divertido”, aunque mostró menos entusiasmo por el modo para un jugador. En general, otorgaron una puntuación de 72%.